# Wirswall
Wirswall – wieś w Anglii, w hrabstwie ceremonialnym Cheshire, w dystrykcie (unitary authority) Cheshire East. Leży 27 km na południowy wschód od miasta Chester i 240 km na północny zachód od Londynu. W 2001 miejscowość liczyła 76 mieszkańców.